# 泛伊奥尼亚足球俱乐部
泛伊奥尼亚足球俱乐部（希臘語：Πανιώνιος Γυμναστικός Σύλλογος Σμύρνης）是位於希臘雅典市郊的新斯米爾尼的足球會，現時在希臘足球超級聯賽參賽。

## 榮譽
- 希臘足球盃
  - 冠軍（2）：1979年、1998年；
  - 亞軍（4）：1952年、1961年、1967年、1989年；
- 巴尔干盃
  - 冠军：1971年；

## 外部連結
- 足球俱乐部官方网站 （页面存档备份，存于）